# Дика енергія
«Дика Енергія» (англ. «Wild Energy») — сингл української співачки Руслани, який був виданий навесні 2006 року на підтримку альбому «Амазонка» (2008). Слугує рекламою роману Сергія та Марини Дяченків «Дика енергія. Лана» (2006).
Існує також інша версія пісні — «Дика енергія (Вільна, як птах)».

## Трек-лист
| #  | Назва                          | Тривалість |
| -- | ------------------------------ | ---------- |
| 1. | «Дика Енергія»                 | 3:23       |
| 2. | «Дика Енергія (instrumental)»  | 3:23       |
| 3. | «Дика Енергія (java remix)»    | 4:52       |
| 4. | «Дика Енергія (synthetic mix)» | 7:35       |
| 5. | «Дика Енергія (wild mix)»      | 6:58       |

## Тексти пісні
У офіційному кліпі присутній вступний текст до пісні: «В нашому місті енергетична криза.
Лана

Не вистачає енергії життя — палива для людей.
Енергетична криза людських сердець

Ми — синтетики.
Лана. Шукай!

Ми отримуємо силу життя через роз'єм, по дротах.
Шукай відповідь!

Але кажуть, що у нашому місті є інші люди.
Енергія має ім'я.

Кажуть їм підкоряється енергія стихій.
Дика…

Вони отримують її силою дикого ритму.
Дика Енергія — паливо для людей.

За це їх переслідує енергетична поліція.
Як подолати енергетичну кризу людських сердець?

Сьогодні я йду за Дикою Енергією. Я знайду її або загину» (с)
| Українська версія Все не так Енергії знак Я не синтетик Все не так Енергії знак Я не синтетик Кожен крок по ліміту (по ліміту) Сто секунд щоб любити (по ліміту) Сто поверхів неба Оверграунд і я Тримаюсь за себе Де енергія Сто років без болю Втрачені дарма Вертає нам волю Дика еннннннннергія Все не так Енергії знак Я не синтетик Все не так Енергії знак Я не синтетик Твій ліміт невичерпний — Твоє серце Біль онлайн Чат зі смертю Твоє серце Сто поверхів неба Оверграунд і я Тримаюсь за себе Де енергія Сто років без болю Втрачені дарма Вертає нам волю Дика еннннннннергія Lana Wild Energy Lana Wonted! Все не так Енергії знак Я не синтетик Все не так Енергії знак Я не синтетик Знайди свій… Все не так Знайди свій шлях Я не синтетик Знайди свій… Може все не так Все не так Знайди свій шлях Знайди свій шлях Знайти свій шлях Знайди свій шлях Крізь вихід-вхід В енергій світ Знайди їх слід… |